# Neumarkt in Steiermark
Neumarkt in Steiermark is een plaats en voormalige gemeente in de Oostenrijkse deelstaat Stiermarken, en maakt deel uit van het district Murau.
Neumarkt in Steiermark telt 1910 inwoners. Neumarkt is volgens sommigen de vermoedelijke locatie van het voormalige Noreia, dat in de Oudheid de hoofdplaats van de aldaar levende Keltische stam der Norikers was.
In 2015 ging de gemeente, samen met Dürnstein in der Steiermark, Kulm am Zirbitz, Mariahof, Perchau am Sattel, Sankt Marein bei Neumarkt en Zeutschach, op in de nieuwe gemeente Neumarkt in der Steiermark. De hoofdplaats van de gemeente is Neumarkt in Steiermark blijven heten.
Stadsgemeenten:
Murau ·
Oberwölz

Marktgemeenten:
Mühlen ·
Neumarkt in der Steiermark ·
Sankt Lambrecht ·
Sankt Peter am Kammersberg
Scheifling ·

Overige gemeenten:
Krakau ·
Niederwölz ·
Ranten ·
Sankt Georgen am Kreischberg ·
Schöder ·
Stadl-Predlitz ·
Teufenbach-Katsch
- Bibliothèque nationale de France: cb15043960r (data)
- Gemeinsame Normdatei: 4285672-3
- Système universitaire de documentation: 237887231
- Virtual International Authority File: 132957395